# ジョーイ/小さな冒険者
『ジョーイ/小さな冒険者』（原題：Joey）は、オーストラリアの映画作品。日本では劇場未公開。1999年8月6日にワーナー・ホーム・ビデオよりVHSが発売されている。また、日本でのDVDは未発売。

## キャスト
| 役名   | 俳優                   | 日本語吹替 |
| ------ | ---------------------- | ---------- |
| ビリー | ジャミー・クロフト     | 浅野まゆみ |
| リンダ | アレックス・マッケンナ | 藤枝成子   |
| ペニー | レベッカ・ギブニー     | 相沢恵子   |
|        | エド・ベグリー・Jr     |            |
|        | ルース・クラックネル   |            |
|        | ハロルド・ホプキンス   |            |
|        | トニー・ブリッグス     |            |

- その他の声の吹き替え：廣田行生／山野史人／後藤哲夫／桐本琢也／伊藤和晃／伊藤昌一／磯辺万沙子／辻つとむ／横尾博之／大平泉／宇垣秀成／井上隆之／高橋智子／水野光太